# Dachverband Schweizer Lehrerinnen und Lehrer
Der Dachverband Lehrerinnen und Lehrer Schweiz (LCH) ist ein Schweizer Berufsverband mit Sitz in Zürich. Mit 55'000 Lehrpersonen aus allen Schulstufen ist er nach Eigenangaben der stärkste Lehrpersonenverband und einer der grössten Arbeitnehmerverbände der Schweiz. Er besteht aus zahlreichen Kantonalsektionen und Stufen- und Fachverbänden.

## Geschichte
Er ging 1989 aus der Fusion des 1849 gegründeten Schweizerischen Lehrervereins (SLV) und der 1970 gegründeten Konferenz der Schweizerischen Lehrerorganisationen (KOSLO) hervor. Der Verband setzt sich für ein verbessertes Ansehen des Lehrerberufs ein. Er tritt als Verhandlungspartner der Schweizerischen Konferenz der kantonalen Erziehungsdirektoren (EDK) und Vernehmlassungspartner des Bundes auf.

## Stufen- und Fachverbände
Der LCH setzt sich unter anderem aus einer Reihe von Stufen- und Fachverbänden zusammen:
- BCH FPS Berufsbildung Schweiz
- BHS Berufsverband Heil- und Sonderpädagogik Schweiz
- DLV Deutschschweizer Logopädinnen- und Logopädenverband
- FH-CH Verband der Fachhochschuldozierenden Schweiz
- LBG Verband Schweizer Lehrerinnen und Lehrer Bildnerische Gestaltung | Bild und Kunst
- SGL Schweizerische Gesellschaft für Lehrerinnen- und Lehrerbildung
- SMPV Schweizerischer Musikpädagogischer Verband
- SVSS Schweiz. Verband für Sport in der Schule
- swch.ch schule und weiterbildung schweiz
- VLKB Schweiz. Verband der Lehrerinnen und Lehrer an Kaufm. Berufsschulen
- VSG-SSPES-SSISS Verein Schweizerischer Gymnasiallehrerinnen und Gymnasiallehrer
- VSSM Verband Schweizer Schulmusik

## Publikationen
Der 1893 gegründete Schweizerische Lehrerinnenverein gab zusammen mit dem Schweizerischen Lehrerverein die Schweizerfibel heraus. Das Erstlesebuch zum Schriftspracherwerb (Lesenlernen) für Kinder in der ersten Klasse der Volksschule wurde von 1925 bis in die 1980er Jahre in mehreren Auflagen herausgegeben.